# Wapen van de koning van Pruisen
Het "grote wapen" van de Pruisische koning is een voorbeeld van een koninklijk wapen.
Een 19e-eeuws koningswapen was het hoogtepunt van wat men de "hofstijl" in de heraldiek is gaan noemen. Deze wapenschilden met hun vele kwartieren, hier zijn het tweeënvijftig velden, staan ver af van de met een eenvoudig patroon of een felgekleurd beest beschilderd schild van een kruisridder.
Ook met de latere heraldische traditie van de toernooien met hun nadruk op de helm en het helmteken en later ook de wapenbanieren heeft het wapen in zoverre niets meer gemeen dat de 14e-eeuwse helm, het schild en de banieren echt bestonden, in gevechten en toernooien werden gebruikt en aan muren werden opgehangen. Dit wapen kan men zich alleen getekend voorstellen. Het is een voorbeeld van de "papieren heraldiek".

De vele velden zijn een overtreding van een belangrijke heraldische regel; een wapen moet in de strijd ogenblikkelijk herkenbaar zijn. Dat is hier onmogelijk. Alleen een heraut of kenner van de heraldiek zal het schild snel als dat van keizer Wilhelm II van Duitsland, koning van Pruisen, herkennen.
Hugo Gerhard Ströhl (1851-1919) heeft de verhoudingen van de helm, de kronen en de wildemannen correct weergegeven. Het schild is daarentegen uitzonderlijk groot ten opzichte van de twee schildhouders. Dat moest zo zijn vanwege de tweeënvijftig velden en een heraldische tekening bestaat uit compromissen tussen regels en artistieke afwegingen. In dit geval was het niet zinvol om de velden onherkenbaar klein te maken.
De stofuitdrukking van het hermelijn en de natuurlijk geplooide wapenmantel en het incarnaat van de wildemannen zijn goed getroffen. De tekening is in evenwicht en vult het blad daardoor helemaal.
Opmerkingen bij de legenda
- Het afbeelden van een rijksbanier is afgekeken van het wapen van de Franse koning die boven zijn wapen de Oriflamme, de Franse rijksstandaard liet afbeelden.

De gekroonde zwarte adelaar op een zilveren veld is het wapendier van het koninkrijk Pruisen.
- De Pruisische koning voert twee wapenbanieren. Deze banieren herinneren aan de door schildknapen meegedragen banieren met wapenschilden van voorouders (kwartieren) die in de 15e eeuw bij toernooien werden meegedragen. Rechts is de adelaar van Pruisen weer afgebeeld, links zien we de met een keurvorstenkroon gekroonde rode adelaar van het keurvorstendom Brandenburg. Op de borst van de adelaar zien we de gouden sleutel van een "erfelijk rijkskamerheer" van het Heilige Roomse Rijk van de Duitse Natie. Hier zijn twee banieren gebruikt maar de koning der Belgen gebruikt acht banieren en ook nog twee Belgische vlaggen.
- De koepel herinnert aan de ronde tenten van de middeleeuwse ridders en de paviljoens of baldakijnen boven een troon. Alleen een koning gebruikt een dergelijke koepel of wapentent in zijn wapen. In dit geval is de "leus" op de zoom van de koepel geplaatst. De tentstok die het geheel draagt ontbreekt.
- Leus en wapenspreuk zijn, strikt genomen, twee verschillende begrippen. De leus wordt boven het schild afgebeeld en de wapenspreuk staat op een rol perkament onder het schild. Hier is alleen de leus in het wapen afgebeeld.
- De gekroonde helm is een teken van koninklijke rang en waardigheid. Een koning kan een helmteken gebruiken (zoals de Nederlandse koningen in hun weinig gebruikte wapen met helmteken) maar ook kiezen voor het plaatsen van een beugelkroon op de helm. Dat het vizier van deze helm openstaat en dat de helm "en face", dus frontaal is afgebeeld duidt ook op een koning.

Er zijn wapens met meerdere helmen en evenveel helmtekens. Het record staat op naam van de markgraaf van Brandenburg-Ansbach die dertien helmen op zijn schild plaatste. De helmen worden dan uiteraard erg klein ten opzichte van het schild en de verhoudingen van de pronkstukken komen niet meer overeen.
Het dekkleed op de helm heeft de kleuren van het Pruisische wapen; zwart en zilver.
- De met hermelijn gevoerde wapenmantel is een pronkstuk dat koningen, prinsen en hertogen gebruiken. De wapenmantel doet sterk aan een kroningsmantel denken maar is een in de 15e eeuw in zwang gekomen versiering van de wapens van de hoogste edelen. Of deze ook werkelijk mantels droegen, zoals de Engelse "peers" dat doen, doet niet ter zake. Ook lagere edelen hebben wapenmantels gebruikt maar de wapenkoningen hebben dit gebruik over het algemeen afgekeurd.

Meestal wordt de wapenmantel van een koning met gouden koorden opengehouden. De tekenaar koos hier voor een andere oplossing, de mantel is gesmokt.
- Omdat een heraldische regel vaststelt dat de pronkstukken van een wapen, hoe gekunsteld de heraldiek verder ook moge zijn, steeds op een natuurlijke wijze moeten worden weergegeven moeten wapentent en schildhouders ook ergens op kunnen staan. Men kan daarvoor een naturalistische bodem zoals een stuk gras tekenen of loofwerk aanbrengen maar ook deze bewerkte stenen sokkel voldoet.
- De koning van Pruisen heeft vier van zijn ridderorden een plaats in zijn grote wapen gegeven. Net als wanneer meerdere ketens en linten om de hals worden gedragen krijgt de hoogste van de onderscheidingen de ereplaats aan de langste keten of het langste lint. Wanneer meerdere onderscheidingen op dezelfde hoogte worden gehangen hangt de voornaamste decoratie aan de rechterzijde.

(bedenk dat in de heraldiek "rechts" of "dexter" gezien wordt vanuit de optiek van degene die achter het schild staat, rechts in dit heraldische artikel betekent in dagelijks Nederlands dus links.)
De Pruisische koning voert, van beneden naar boven de
- - Keten van een ridder in de Hoge Orde van de Zwarte Adelaar
  - Keten van een Grootkruis in de Orde van de Rode Adelaar
  - Keten van de Hohenzollern-Orde
  - Kleinood van de Kroonorde aan een blauwe lint. Deze orde had geen keten.

Voor "dagelijks gebruik" beschikte de koning ook over kleinere, eenvoudiger uitgevoerde wapens. In dit wapen komt geen enkele verwijzing naar het Duitse Keizerrijk voor maar deze Pruisische koning beschikte uiteraard ook over een keizerlijk wapen.
In dit wapen zien wij een aantal pronkstukken uit het koningswapen terug.
In het wapen van de Pruisische koning zijn geen scepters of hand van justitie gebruikt. De Belgische koning gebruikt deze twee tekenen van koninklijke waardigheid wel. Ook in het wapen van de koning van Holland kwamen deze regalia als pronkstukken voor.